# Rubel naddniestrzański

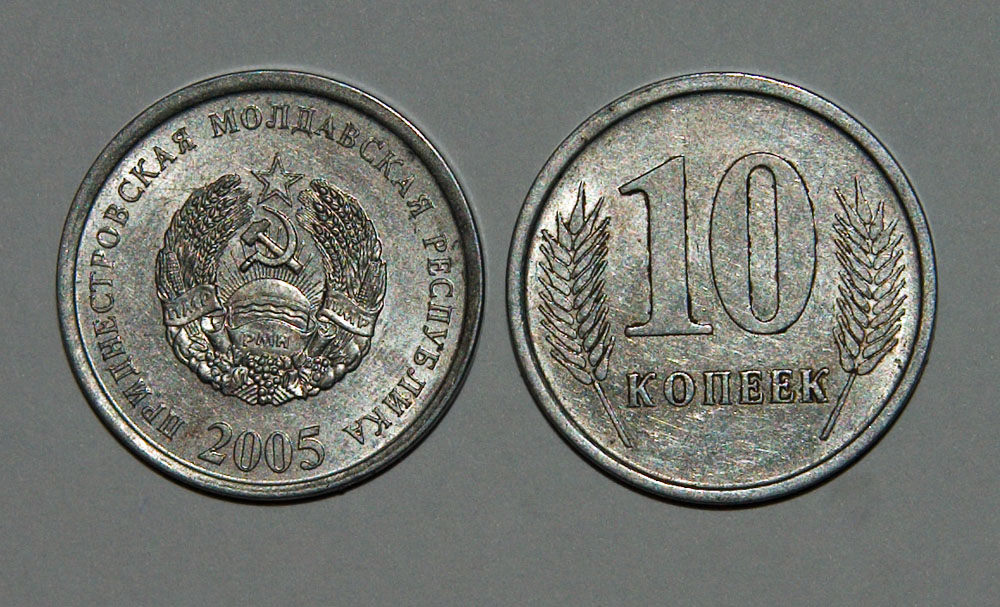
Moneta dziesięciokopiejkowa bita w Polsce. Aluminium, średnica 20 mm

Rubel naddniestrzański (ros. Приднестровский рубль) – oficjalna jednostka płatnicza w nieuznawanej Republice Naddniestrzańskiej. Wprowadzona jako oficjalna waluta republiki w sierpniu 1994 roku. W związku ze statusem Naddniestrza, waluta nie posiada kodu ISO 4217 dla waluty, choć niektóre instytucje naddniestrzańskie (Agroprombank i Gazprombank) używają kodu PRB, a Bank Republiki Naddniestrzańskiej niekiedy określa go jako RUP.
Na wypuszczonych banknotach znajdowały się podobizny rosyjskiego dowódcy Aleksandra Suworowa, który był założycielem Tyraspola, będącego stolicą republiki, oraz hetmana Bohdana Chmielnickiego. Galopująca hiperinflacja doprowadziła do bardzo szybkiego spadku wartości waluty: w 2000 r. najmniejszy pozostający w obrocie banknot miał wartość 10 000 rubli.
Na początku 2001 przeprowadzono denominację rubla naddniestrzańskiego w stosunku 1 000 000 :1.
Na nowych banknotach widnieją podobizny Aleksandra Suworowa (banknoty o wartości 1, 5, 10, 25 rubli), ukraińskiego poety Tarasa Szewczenki (banknot o wartości 50 rubli) oraz mołdawskiego hospodara Dymitra Cantemira (banknot sturublowy).
Około 8 milionów rubli naddniestrzańskich zostało wybitych w 2004 roku w polskiej Mennicy Państwowej (po zmianie nazwy w 2005 – Mennica Polska). Doszło na tym tle do dyplomatycznych kłopotów pomiędzy Polską, Ukrainą i Mołdawią, ponieważ Republika Naddniestrzańska nie jest państwem uznawanym w świecie; przedstawiciele mennicy tłumaczyli się, że zamówiono u nich wyprodukowanie żetonów, a nie środków płatniczych, i że jest to przedsięwzięcie czysto komercyjne.

## Banknoty

### Seria 1993–1994
| Awers | Rewers | Nominał      | Wymiary (mm) | Kolor             | Opis                                  | Opis                                                | Data  | Data          | Data                |
| Awers | Rewers | Nominał      | Wymiary (mm) | Kolor             | Awers                                 | Rewers                                              | Druku | Wprowadzenia  | Wycofania           |
| ----- | ------ | ------------ | ------------ | ----------------- | ------------------------------------- | --------------------------------------------------- | ----- | ------------- | ------------------- |
|       |        | 5 rubli      | 113 x 57 mm  | Niebieski         | Baszta Spasska, znaczek               | Wartość nominalna                                   | 1961  | 23 lipca 1993 | 1 października 1994 |
|       |        | 5 rubli      | 113 x 57 mm  | Jasnoniebieski    | Baszta Spasska, znaczek               | Wartość nominalna                                   | 1991  | 23 lipca 1993 | 1 października 1994 |
|       |        | 10 rubli     | 124 x 62 mm  | Czerwony          | Wizerunek Włodzimierza Lenin, znaczek | Wartość nominalna                                   | 1961  | 23 lipca 1993 | 1 października 1994 |
|       |        | 10 rubli     | 124 x 62 mm  | Jasnoczerwony     | Wizerunek Włodzimierza Lenin, znaczek | Wartość nominalna                                   | 1991  | 23 lipca 1993 | 1 października 1994 |
|       |        | 25 rubli     | 124 x 62 mm  | Fioletowy         | Wizerunek Włodzimierza Lenin, znaczek | Wartość nominalna                                   | 1961  | 23 lipca 1993 | 1 października 1994 |
|       |        | 50 rubli     | 140 x 71 mm  | Zielono- żółty    | Wizerunek Włodzimierza Lenin, znaczek | Senat Kremla                                        | 1991  | 23 lipca 1993 | 1 października 1994 |
|       |        | 50 rubli     | 140 x 71 mm  | Zielono- żółty    | Wizerunek Włodzimierza Lenin, znaczek | Senat Kremla                                        | 1992  | 23 lipca 1993 | 1 października 1994 |
|       |        | 100 rubli    | 140 x 71 mm  | Brązowo-niebieski | Wizerunek Włodzimierza Lenin, znaczek | Wieża Vodovzvodnaya                                 | 1991  | 23 lipca 1993 | 1 października 1994 |
|       |        | 100 rubli    | 140 x 71 mm  | Brązowo-niebieski | Wizerunek Włodzimierza Lenin, znaczek | Wieża Vodovzvodnaya                                 | 1991  | 23 lipca 1993 | 1 października 1994 |
|       |        | 200 rubli    | 144 x 71 mm  | Jasnozielony      | Wizerunek Włodzimierza Lenin, znaczek | Pałac Kongresów                                     | 1991  | 23 lipca 1993 | 1 października 1994 |
|       |        | 200 rubli    | 144 x 71 mm  | Jasnozielony      | Wizerunek Włodzimierza Lenin, znaczek | Pałac Kongresów                                     | 1992  | 23 lipca 1993 | 1 października 1994 |
|       |        | 500 rubli    | 144 x 71 mm  | Czerwono-bordowy  | Wizerunek Włodzimierza Lenin, znaczek |                                                     | 1991  | 23 lipca 1993 | 1 października 1994 |
|       |        | 500 rubli    | 144 x 71 mm  | Czerwono-bordowy  | Wizerunek Włodzimierza Lenin, znaczek | 1992                                                |       | 23 lipca 1993 | 1 października 1994 |
|       |        | 1000 rubli   | 144 x 71 mm  | Niebiesko-szary   | Wizerunek Włodzimierza Lenin, znaczek | Widok moskiewskiego Kremla ze wzgórza Wasilewskiego | 1991  | 23 lipca 1993 | 1 października 1994 |
|       |        | 1000 rubli   | 144 x 71 mm  | Niebiesko-szary   | Wizerunek Włodzimierza Lenin, znaczek | Widok moskiewskiego Kremla ze wzgórza Wasilewskiego | 1992  | 23 lipca 1993 | 1 października 1994 |
|       |        | 5000 rubli   | 145 x 75 mm  | Granatowy         |                                       |                                                     | 1992  | 23 lipca 1993 | 1 października 1994 |
|       |        | 10 000 rubli | 145 x 75 mm  | Brązowy           |                                       |                                                     | 1992  | 23 lipca 1993 | 1 października 1994 |

### Seria 1994–1997
| Awers | Rewers | Nominał       | Wymiary (mm) | Kolor             | Opis                                   | Opis                        | Data  | Data              | Data            |
| Awers | Rewers | Nominał       | Wymiary (mm) | Kolor             | Awers                                  | Rewers                      | Druku | Wprowadzenia      | Wycofania       |
| ----- | ------ | ------------- | ------------ | ----------------- | -------------------------------------- | --------------------------- | ----- | ----------------- | --------------- |
|       |        | 1 rubel       | 125 x 57     | Zielony           | Aleksandr Suworow                      | Rada Najwyższa Naddniestrza | 1994  | 10 listopada 1994 | 1 stycznia 2002 |
|       |        | 5 rubli       | 125 x 57     | Niebieski         | Aleksandr Suworow                      | Rada Najwyższa Naddniestrza | 1994  | 10 listopada 1994 | 1 stycznia 2002 |
|       |        | 10 rubli      | 125 x 57     | Czerwony          | Aleksandr Suworow                      | Rada Najwyższa Naddniestrza | 1994  | 10 listopada 1994 | 1 stycznia 2002 |
|       |        | 50 rubli      | 125 x 57     | Jasnozielony      | Pomnik Aleksandra Suworowa w Tyraspolu | Rada Najwyższa Naddniestrza | 1993  | 17 sierpnia 1994  | 1 stycznia 2002 |
|       |        | 100 rubli     | 125 x 57     | Brązowy           | Pomnik Aleksandra Suworowa w Tyraspolu | Rada Najwyższa Naddniestrza | 1993  | 17 sierpnia 1994  | 1 stycznia 2002 |
|       |        | 200 rubli     | 125 x 57     | Jasnoczerwony     | Pomnik Aleksandra Suworowa w Tyraspolu | Rada Najwyższa Naddniestrza | 1993  | 17 sierpnia 1994  | 1 stycznia 2002 |
|       |        | 500 rubli     | 125 x 57     | Niebieski         | Pomnik Aleksandra Suworowa w Tyraspolu | Rada Najwyższa Naddniestrza | 1993  | 17 sierpnia 1994  | 1 czerwca 1997  |
|       |        | 1000 rubli    | 125 x 57     | Fioletowy         | Pomnik Aleksandra Suworowa w Tyraspolu | Rada Najwyższa Naddniestrza | 1993  | 17 sierpnia 1994  | 1 stycznia 2002 |
|       |        | 1000 rubli    | 125 x 57     | Fioletowy         | Aleksandr Suworow                      | Rada Najwyższa Naddniestrza | 1994  | 1 czerwca 1995    | 1 stycznia 2002 |
|       |        | 5000 rubli    | 125 x 57     | Zielono- oliwkowy | Pomnik Aleksandra Suworowa w Tyraspolu | Rada Najwyższa Naddniestrza | 1993  | 1995              | 1 stycznia 2002 |
|       |        | 10 000 rubli  | 125 x 57     | Zielony           | Aleksandr Suworow                      | Rada Najwyższa Naddniestrza | 1994  | 29 sierpnia 1996  | 1 stycznia 2002 |
|       |        | 10 000 rubli  | 125 x 57     | Zielony           | Aleksandr Suworow                      | Rada Najwyższa Naddniestrza | 1994  | 1998              | 1 stycznia 2002 |
|       |        | 50 000 rubli  | 129 x 62     | Brązowy           | Bohdan Chmielnicki                     | Rada Najwyższa Naddniestrza | 1995  | 1 czerwca 1995    | 1 stycznia 2002 |
|       |        | 50 000 rubli  | 125 x 57     | Niebieski         | Aleksandr Suworow                      | Rada Najwyższa Naddniestrza | 1994  | 1996              | 1 czerwca 1997  |
|       |        | 50 000 rubli  | 125 x 57     | Niebieski         | Aleksandr Suworow                      | Rada Najwyższa Naddniestrza | 1994  | 29 sierpnia 1996  | 1 stycznia 2002 |
|       |        | 100 000 rubli | 125 x 57     | Czerwony          | Aleksandr Suworow                      | Rada Najwyższa Naddniestrza | 1994  | 29 sierpnia 1996  | 1 stycznia 2002 |
|       |        | 500 000 rubli | 125 x 57     | Fioletowy i żółty | Pomnik Aleksandra Suworowa w Tyraspolu | Rada Najwyższa Naddniestrza | 1997  | 1 czerwca 1997    | 1 stycznia 2002 |

### Seria 2000–2004
| Awers | Rewers | Nominał   | Wymiary (mm) | Kolor        | Opis                | Opis                                                             | Data      | Data            | Data           |
| Awers | Rewers | Nominał   | Wymiary (mm) | Kolor        | Awers               | Rewers                                                           | Druku     | Wprowadzenia    | Wycofania      |
| ----- | ------ | --------- | ------------ | ------------ | ------------------- | ---------------------------------------------------------------- | --------- | --------------- | -------------- |
|       |        | 1 rubel   | 129 × 56     | Pomarańczowy | Aleksandr Suworow   | Pomnik operacji jasko-kiszyniowskiej w Chițcani                  | 2000      | 1 stycznia 2001 | Nadal w obiegu |
|       |        | 5 rubli   | 129 × 56     | Niebieski    | Aleksandr Suworow   | Fabryka KVINT                                                    | 2000      | 1 stycznia 2001 | Nadal w obiegu |
|       |        | 10 rubli  | 129 × 56     | Brązowy      | Aleksandr Suworow   | Klasztor Novo-Nyametsky                                          | 2000      | 1 stycznia 2001 | Nadal w obiegu |
|       |        | 25 rubli  | 129 × 56     | Czerwony     | Aleksandr Suworow   | Twierdza w Benderach                                             | 2000      | 1 stycznia 2001 | Nadal w obiegu |
|       |        | 50 rubli  | 129 x 60     | Zielony      | Taras Szewczenko    | Budynek rządowy w Tyraspolu                                      | 2000      | 1 stycznia 2001 | Nadal w obiegu |
|       |        | 100 rubli | 129 x 60     | Fioletowy    | Dimitrie Cantemir   | Sobór Narodzenia Pańskiego w Tyraspolu                           | 2000      | 1 stycznia 2001 | Nadal w obiegu |
|       |        | 200 rubli | 135 x 64     | Jasnobrązowy | Piotr Rumiancew     | Bitwa pod Groß-Jägersdorf                                        | 2004 2012 | 2 sierpnia 2004 | Nadal w obiegu |
|       |        | 500 rubli | 140 x 68     | Jasnozielony | Katarzyna II Wielka | Dekret o stworzeniu Tyraspola przez Katarzynę II i plan twierdzy | 2004 2012 | 2 sierpnia 2004 | Nadal w obiegu |

### Seria od 2007
| Awers | Rewers | Nominał   | Wymiary (mm) | Kolor     | Awers             | Rewers                                          | Druku     | Wprowadzenia                     |
| ----- | ------ | --------- | ------------ | --------- | ----------------- | ----------------------------------------------- | --------- | -------------------------------- |
|       |        | 1 rubel   | 129 x 55     | Brązowy   | Aleksandr Suworow | Pomnik operacji jasko-kiszyniowskiej w Chițcani | 2007 2012 | 22 grudnia 2007 15 stycznia 2013 |
|       |        | 5 rubli   | 129 x 55     | Niebieski | Aleksandr Suworow | Fabryka KVINT                                   | 2007 2012 | 22 grudnia 2007 15 stycznia 2013 |
|       |        | 10 rubli  | 129 x 55     | Zielony   | Aleksandr Suworow | Klasztor Novo-Nyametsky                         | 2007 2012 | 22 grudnia 2007 15 stycznia 2013 |
|       |        | 25 rubli  | 129 x 55     | Czerwony  | Aleksandr Suworow | Twierdza w Benderach                            | 2007 2012 | 22 grudnia 2007 15 stycznia 2013 |
|       |        | 50 rubli  | 129 x 56     | Cyjan     | Taras Szewczenko  | Budynek rządowy w Tyraspolu                     | 2007 2012 | 22 grudnia 2007 15 stycznia 2013 |
|       |        | 100 rubli | 129 x 56     | Fioletowy | Dimitrie Cantemir | Sobór Narodzenia Pańskiego w Tyraspolu          | 2007 2012 | 22 grudnia 2007 15 stycznia 2013 |

## Symbol
Symbol rubla naddniestrzańskiego to połączone ze sobą litery „П” i „Р” w kursywie, który został zatwierdzony w 2012 r., po wynikach konkursu. Autorem tego symbolu jest inżynier elektryk Jurij Kolodny z Nowopołocka (Białoruś), który otrzymał nagrodę pieniężną w wysokości 500 dolarów. Zgodnie z komunikatem prasowym Naddniestrzańskiego Banku Republikańskiego „w znaku rozpoznawane są kluczowe litery jednostki walutowej (rubel naddniestrzański). Istnieje również charakterystyczny podwójny skok używany do oznaczania walut”.